# Le Grand Pouvoir du Chninkel
Le Grand Pouvoir du Chninkel est une bande dessinée de high fantasy de Jean Van Hamme (scénario) et Grzegorz Rosiński (dessin), initialement publiée par épisodes dans la revue (À suivre) en 1986, puis en un tome noir et blanc, avant d'être republiée en trois volumes coloriés par Graza.

## Synopsis
Daar est un monde en guerre perpétuelle, menée par les Trois Immortels qui s'affrontent à chaque croisée des Soleils. J'on, un Chninkel, est chargé par U'n, le maître créateur des mondes, qui lui apparaît sous la forme d'un grand parallélépipède noir(on notera que Jean-Claude Mézières donnera à ses Wolochs la même apparence et la même "personnalité"), de rétablir la paix sur Daar, faute de quoi la planète sera engloutie « dans une apocalypse de feu ». Afin que J'on puisse réussir, U'n lui confie le « Grand Pouvoir », sans toutefois en préciser la nature.
J'on, persuadé d'avoir rêvé, continue sa route. Il y rencontre ensuite un Tawal (grand singe de guerre), qu'il appelle Bom-Bom et qui devient son compagnon de route. Ils sont séparés lorsque J'on sauve G'wel, une Chninkel que son maître essayait de violer. Lorsque J'on lui raconte son histoire, elle lui propose de l'aider. Ils se rendent à Maelar, village d'origine de G'wel, où les Chninkel vivent en liberté. Là, les anciens du village les en excluent, persuadés que le « Choisi » ne peut être qu'un fauteur de troubles, bien qu'une prophétie Chninkel dise qu'un jour, celui-ci les libérerait de leur esclavage. Une poignée de fidèles les aident à construire un radeau, afin qu'ils s'embarquent pour le Mag Mel pour « apprendre du sage Sualtam comment affronter les Trois Immortels. »
Arrivés au Mag Mel, J'on et G'wel apprennent que celui-ci, un arbre très ancien et immense émergeant de la Grande Eau, est en fait le sage Sualtam. Sualtam apprend à J'on qu'avant la guerre, les Chninkels étaient maîtres de Daar, mais que, pour avoir vénéré des idoles à la gloire d'un de leurs rois, N'ôm l'Hérésiarque, ils avaient été punis par le maître créateur à être réduits en esclavage par trois nouvelles races chacune commandée par un Immortel. Afin de connaître l'avenir, J'on va ensuite trouver Volga la Devineresse qui, en plus de le dépuceler, lui crie une nouvelle prophétie : « La paix reviendra... Quand les trois uniraaaaah... »
A l'occasion de cette rencontre J'on vole un pendentif miraculeux ayant la forme d'un U'n miniature.
En route pour Maelar, à la suite d'une attaque, G'wel disparaît et J'on est capturé par les armées de Jargoth le Parfumé, l'un des Trois Immortels. Mis dans une arène afin d'être massacré avec d'autres Chninkels, qui, à la suite d'un miracle l'acclament comme le Choisi, J'on est sauvé car Bom-Bom fait partie des bêtes qui devaient le tuer. Avec Bom-Bom et Ar'th, un de ses fidèles de la première heure, J'on s'enfuit. Ar'th l'ayant trahi, J'on est capturé par des nains, et offert à Zembria la Cyclope, autre Immortelle, qui soumet J'on a une épreuve (traverser un bassin d'acide). Comme il la réussit, Zembria l'épargne, et l'amène dans ses appartements privés, afin que le Chninkel guérisse son visage mutilé. J'on, auquel Volga a enlevé ses pouvoirs en lui faisant perdre le pendentif miraculeux, refuse. Zembria jette alors G'wel dans le Non-Monde, le néant, où J'on la rejoint.
Là, les deux Chninkels, alors qu'ils s'apprêtaient à s'unir sont interrompus par N'ôm l'Hérésiarque, qui les en fait sortir. Ils se retrouvent dans la forteresse de Barr-Find Main Noire, le troisième Immortel. De nouveau capturé, J'on est mis face aux Trois Immortels, rassemblés pour l'occasion, qui le font condamner à mort par le tribunal des Anciens de Maelar. Le Chninkel est exécuté, mais il sait qu'il a néanmoins réussi sa mission, puisque, contre lui, il a réussi à réunir les Trois Immortels. Il meurt en leur pardonnant, ce qui déclenche la prophétie.
Les Immortels disparaissent dans un tourbillon, et N'ôm l'Hérésiarque apparaît. Il apprend alors aux Chninkels que s'ils ont été punis par U'n, c'est parce que le créateur des mondes, maître mauvais, avait voulu que les Chninkels adorassent leur roi. N'ôm, après ces révélations, maudit le maître créateur des mondes, qui le foudroie immédiatement. U'n détruit alors toute vie sur Daar, à l'exception d'une poignée de Tawals, dont Bom-Bom, qui survivent sous terre. U'n "respecte" ainsi sa promesse : il ne détruit pas la planète, mais il n'avait pas promis d'épargner ses habitants. On comprend alors que N'ôm a raison dans une certaine mesure et que la quête de J'on était vaine dès le départ : il n'avait aucun moyen de sauver son peuple par l'accomplissement de sa mission. Des millions d'années plus tard, la vie apparaît de nouveau sur Daar, et les Tawals s'avèrent avoir évolué en Australopithèques... L'histoire s'achève sur la vision d'un descendant de Bom-Bom qui indique que nul ne veut plus écouter l'histoire du miracle, et que le passé de Daar va être oublié.

## Analyse
L'univers de l'histoire est inventé pour le récit, mais s'inscrit dans la tradition de la fantaisie héroïque — Van Hamme parle lui-même d'un « univers de type Tolkien ». Les éléments de scénario sont caractéristiques d'un tel univers : un héros faible et opprimé, des races qui se combattent, une quête, des prophéties, etc.
La trame principale du récit est une « version décalée du Nouveau Testament », lui empruntant de nombreuses scènes (la trinité, le Messie, miracles, hésitation dans le désert, rejet et condamnation à mort par les siens, Cène, trahison par un proche, crucifixion, etc.) tout en évitant ce qui « aurait pu transformer cette bande dessinée en insipide et très prétentieux brouet néo-chrétien ».
L'humour joue un rôle important, par exemple quand G'wel et J'on sont en permanence arrêtés au moment où ils allaient s'unir, Volga la Devineresse ne peut faire des prophéties qu'en "état d'extase" (orgasme sexuel), ShumShum rappelle le Nestor des Aventures de Tintin, etc. La forte présence de scènes dénudées et érotiques joue elle aussi en défaveur d'une interprétation évangélique du Chninkel. Le dessin même de Rosiński, d'un réalisme fouillé et foisonnant, « baroque », tout en présentant des personnages très attachants, s'inscrit dans la lignée de l'illustration de Fantaisie héroïque, peu susceptible d'être qualifiée de prosélyte.
Enfin, dans la conclusion de l'histoire, Van Hamme, tout en posant l'existence d'un dieu omniscient, aux caractéristiques bibliques, « En vérité, U'n est un maître jaloux. / Jaloux et rancunier. », faisant écho au « car moi, l'Éternel, ton Dieu, je suis un Dieu jaloux, qui punis l'iniquité des pères sur les enfants jusqu'à la troisième et la quatrième génération de ceux qui me haïssent » de la Bible, le décrit comme totalement indifférent au monde qu'il a créé, qui se révèle être la Terre à la toute fin de l'histoire (« U'n n'a pas détruit notre monde, mais il a fait pire encore : il l'a oublié. »). Cette indifférence divine vis-à-vis de sa créature rompt radicalement l'analogie avec le Dieu de la Bible (Ancien ou Nouveau Testament) qui y est présenté comme révélant son identité dans la miséricorde. Ainsi, Le Grand Pouvoir du Chninkel est-il plutôt une « réinterprétation très contemporaine et désabusée du phénomène religieux », un « Évangile désenchanté » proche des mythes gnostiques.
Dans le deuxième tome, Le Choisi, la première image d'une page, où J'on et ses amis dînent sur une plage au coucher du soleil, comporte bien trop de similitudes avec la Cène de Léonard de Vinci pour qu'il puisse s'agir d'un hasard.

## Publications

### Revues
- Le Grand Pouvoir du Chninkel, dans (À suivre) no 105 (octobre 1986) à 114 (juillet 1987), Casterman.

### Albums
- Le Grand Pouvoir du Chninkel, Casterman, coll. « Les romans (À suivre) », 1988.
- Le Grand Pouvoir du Chninkel, Casterman. Réédition en trois volumes colorisés par Graza.

1. Le Commandement, 2001.
2. Le Choisi, 2001.
3. Le Jugement, 2002.

- Le Grand Pouvoir du Chninkel - L'intégrale, Casterman, coll. « Un Monde », 2002. Coffret reprenant les trois albums auxquels sont adjoints un carnet de croquis.
- Le Grand Pouvoir du Chninkel, Casterman, 2006. Réédition du Chninkel en couleur en un seul volume.
- Le Grand Pouvoir du Chninkel - L'intégrale, Casterman, 2008. Un seul volume en noir et blanc.  (ISBN 978-2-203-01669-9)

## Prix
- 1989 : Alph'Art du public au festival d'Angoulême[14]